# الور، تامیل نادو
الور، تامیل نادو (به انگلیسی: Alur, Tamil Nadu) یک منطقهٔ مسکونی در هند است که در تامیل نادو واقع شده‌است.

## خصوصیات
الور ۱۲٬۹۶۴ نفر جمعیت دارد.